# Tiro com arco nos Jogos Olímpicos de Verão de 1988 - Individual feminino
A prova individual feminina do tiro com arco nos Jogos Olímpicos de Verão de 1988 de 27 a 30 de setembro daquele ano no Hwarang Archery Field, em Seul, na Coreia do Sul.

## Formato da competição
Na rodada preliminar, cada arqueira disparou uma bala FITA, composta por 144 flechas divididas igualmente entre as distâncias de 70 metros, 60 metros, 50 metros e 30 metros. As 24 melhores arqueiras avançaram para as oitavas de final. Nesta fase, Cada arqueira disparou um quarto de tiro FITA, com as 36 flechas divididas igualmente entre as distâncias de 70 metros, 60 metros, 50 metros e 30 metros. As 18 melhores arqueiras avançaram para as quartas de final.
As três melhores arqueiros da final ganharam medalhas. Cada arqueira disparou um quarto de tiro FITA, com as 36 flechas divididas igualmente entre as distâncias de 70 metros, 60 metros, 50 metros e 30 metros.

## Medalhistas
O título olímpico da competição individual feminina foi conquistado por Kim Soo-nyung, da Coreia do Sul, ao ficar na frente das compatriotas Wang Hee-kyung e Yun Young-sook, que ficou com o bronze.
| Ouro   | KOR Kim Soo-nyung  |
| Prata  | KOR Wang Hee-kyung |
| Bronze | KOR Yun Young-sook |

## Resultados
| Pos.              | Arqueira                            | Nação                  | Rodada preliminar | Pos. | Oitavas de final | Pos. | Quartas de final | Pos. | Semifinal | Pos. | Final |
| ----------------- | ----------------------------------- | ---------------------- | ----------------- | ---- | ---------------- | ---- | ---------------- | ---- | --------- | ---- | ----- |
| Medalha de ouro   | Kim Soo-nyung                       | KOR Coreia do Sul      | 1331              | 1    | 331              | 2    | 337              | 1    | 340       | 1    | 344   |
| Medalha de prata  | Wang Hee-kyung                      | KOR Coreia do Sul      | 1298              | 2    | 320              | 5    | 330              | 2    | 332       | 2    | 332   |
| Medalha de bronze | Yun Young-sook                      | KOR Coreia do Sul      | 1296              | 3    | 328              | 3    | 326              | 5    | 326       | 7    | 327   |
| 4                 | Lioudmila Arjannikova               | URS União Soviética    | 1279              | 6    | 332              | 1    | 326              | 6    | 329       | 5    | 327   |
| 5                 | Jenny Sjöwall                       | SWE Suécia             | 1294              | 4    | 305              | 16   | 327              | 4    | 330       | 3    | 325   |
| 6                 | Claudia Kriz                        | FRG Alemanha Ocidental | 1250              | 17   | 311              | 11   | 322              | 8    | 326       | 8    | 318   |
| 7                 | Joanne Franks                       | GBR Grã-Bretanha       | 1281              | 5    | 301              | 18   | 327              | 3    | 330       | 4    | 318   |
| 8                 | Tetiana Muntian                     | URS União Soviética    | 1272              | 7    | 319              | 6    | 316              | 12   | 328       | 6    | 314   |
| 9                 | Nurfitriyana Saiman                 | INA Indonésia          | 1258              | 12   | 314              | 9    | 324              | 7    | 325       | 9    | –     |
| 10                | Melanie Skillman                    | USA Estados Unidos     | 1252              | 15   | 307              | 14   | 318              | 9    | 311       | 10   | –     |
| 11                | Ma Xiangjun                         | CHN China              | 1233              | 21   | 322              | 4    | 318              | 10   | 309       | 11   | –     |
| 12                | Lai Fang-Mei                        | TPE Taipé Chinês       | 1257              | 13   | 312              | 10   | 317              | 11   | 306       | 12   | –     |
| 13                | Liselotte Andersson                 | SWE Suécia             | 1257              | 14   | 317              | 7    | 315              | 13   | –         | –    | –     |
| 14                | Catherine Pellen                    | FRA França             | 1241              | 19   | 309              | 13   | 313              | 14   | –         | –    | –     |
| 15                | Liu Pi-Yu                           | TPE Taipé Chinês       | 1266              | 10   | 306              | 15   | 310              | 15   | –         | –    | –     |
| 16                | Joanna Kwasna                       | POL Polônia            | 1252              | 16   | 304              | 17   | 303              | 16   | –         | –    | –     |
| 17                | Pauline Edwards                     | GBR Grã-Bretanha       | 1232              | 23   | 311              | 12   | 301              | 17   | –         | –    | –     |
| 18                | Natalya Butuzova                    | URS União Soviética    | 1267              | 8    | 314              | 8    | 300              | 18   | –         | –    | –     |
| 19                | Kusuma Wardhani                     | INA Indonésia          | 1239              | 20   | 300              | 19   | –                | –    | –         | –    | –     |
| 20                | Päivi Aaltonen                      | FIN Finlândia          | 1266              | 9    | 299              | 20   | –                | –    | –         | –    | –     |
| 21                | Denise Parker                       | USA Estados Unidos     | 1263              | 11   | 298              | 21   | –                | –    | –         | –    | –     |
| 22                | Ma Shaorong                         | CHN China              | 1233              | 22   | 298              | 22   | –                | –    | –         | –    | –     |
| 23                | Jacqueline van Rozendaal-van Gerven | NED Países Baixos      | 1246              | 18   | 293              | 23   | –                | –    | –         | –    | –     |
| 24                | Suvd Tuul                           | MGL Mongólia           | 1231              | 24   | 290              | 24   | –                | –    | –         | –    | –     |
| 25                | Christa Öckl                        | FRG Alemanha Ocidental | 1230              | 25   | –                | –    | –                | –    | –         | –    | –     |
| 26                | Deborah Ochs                        | USA Estados Unidos     | 1227              | 26   | –                | –    | –                | –    | –         | –    | –     |
| 27                | Chin Chiu-Yueh                      | TPE Taipé Chinês       | 1226              | 27   | –                | –    | –                | –    | –         | –    | –     |
| 28                | Nathalie Hibon                      | FRA França             | 1224              | 28   | –                | –    | –                | –    | –         | –    | –     |
| 29                | Aurora Bretón                       | MEX México             | 1224              | 29   | –                | –    | –                | –    | –         | –    | –     |
| 30                | Lilies Handayani                    | INA Indonésia          | 1223              | 30   | –                | –    | –                | –    | –         | –    | –     |
| 31                | Toyoko Oku                          | JPN Japão              | 1223              | 31   | –                | –    | –                | –    | –         | –    | –     |
| 32                | Doris Haas                          | FRG Alemanha Ocidental | 1222              | 32   | –                | –    | –                | –    | –         | –    | –     |
| 33                | Beata Iwanek                        | POL Polônia            | 1222              | 33   | –                | –    | –                | –    | –         | –    | –     |
| 34                | Brenda Cuming                       | CAN Canadá             | 1217              | 34   | –                | –    | –                | –    | –         | –    | –     |
| 35                | Yao Yawen                           | CHN China              | 1217              | 35   | –                | –    | –                | –    | –         | –    | –     |
| 36                | Ann Shurrock                        | NZL Nova Zelândia      | 1217              | 36   | –                | –    | –                | –    | –         | –    | –     |
| 37                | Ana de Sousa                        | POR Portugal           | 1213              | 37   | –                | –    | –                | –    | –         | –    | –     |
| 38                | Pereira Greene                      | IRL Irlanda            | 1208              | 38   | –                | –    | –                | –    | –         | –    | –     |
| 39                | Vreny Burger                        | SUI Suíça              | 1208              | 39   | –                | –    | –                | –    | –         | –    | –     |
| 40                | Joanna Helbin                       | POL Polônia            | 1207              | 40   | –                | –    | –                | –    | –         | –    | –     |
| 41                | Huriye Ekşi                         | TUR Turquia            | 1205              | 41   | –                | –    | –                | –    | –         | –    | –     |
| 42                | Elif Ekşi                           | TUR Turquia            | 1204              | 42   | –                | –    | –                | –    | –         | –    | –     |
| 43                | Anita Smits                         | NED Países Baixos      | 1203              | 43   | –                | –    | –                | –    | –         | –    | –     |
| 44                | Sambuugiin Oyuuntsetseg             | MGL Mongólia           | 1202              | 44   | –                | –    | –                | –    | –         | –    | –     |
| 45                | Nadia Gautschi                      | SUI Suíça              | 1194              | 45   | –                | –    | –                | –    | –         | –    | –     |
| 46                | Dorjsembeegiin Erdenchimeg          | MGL Mongólia           | 1193              | 46   | –                | –    | –                | –    | –         | –    | –     |
| 47                | Marie-Josée Bazin                   | FRA França             | 1188              | 47   | –                | –    | –                | –    | –         | –    | –     |
| 48                | Ilse Martha Ries-Hotz               | LUX Luxemburgo         | 1187              | 48   | –                | –    | –                | –    | –         | –    | –     |
| 49                | Basilisa Ygnalaga                   | PHI Filipinas          | 1182              | 49   | –                | –    | –                | –    | –         | –    | –     |
| 50                | Selda Ünsal                         | TUR Turquia            | 1181              | 50   | –                | –    | –                | –    | –         | –    | –     |
| 51                | Cheryl Sutton                       | GBR Grã-Bretanha       | 1179              | 51   | –                | –    | –                | –    | –         | –    | –     |
| 52                | Keiko Nakagomi                      | JPN Japão              | 1173              | 52   | –                | –    | –                | –    | –         | –    | –     |
| 53                | Kyoko Kitahara                      | JPN Japão              | 1171              | 53   | –                | –    | –                | –    | –         | –    | –     |
| 54                | Gloria Rosa                         | PUR Porto Rico         | 1168              | 54   | –                | –    | –                | –    | –         | –    | –     |
| 55                | Jutta Poikolainen                   | FIN Finlândia          | 1164              | 55   | –                | –    | –                | –    | –         | –    | –     |
| 56                | Minna Heinonen                      | FIN Finlândia          | 1163              | 56   | –                | –    | –                | –    | –         | –    | –     |
| 57                | María Teresa Valdés                 | ESP Espanha            | 1125              | 57   | –                | –    | –                | –    | –         | –    | –     |
| 58                | Joanna Agius                        | MLT Malta              | 1121              | 58   | –                | –    | –                | –    | –         | –    | –     |
| 59                | Carina Jonsson                      | SWE Suécia             | 1111              | 59   | –                | –    | –                | –    | –         | –    | –     |
| 60                | Chan Siu Yuk                        | HKG Hong Kong          | 1098              | 60   | –                | –    | –                | –    | –         | –    | –     |
| 61                | Iliana Biridakis                    | JOR Jordânia           | 1055              | 61   | –                | –    | –                | –    | –         | –    | –     |
| 62                | Merrellyn Tarr                      | ZIM Zimbabwe           | 1015              | 62   | –                | –    | –                | –    | –         | –    | –     |